# Physalis pumila
Physalis pumila är en potatisväxtart som beskrevs av Thomas Nuttall. Physalis pumila ingår i släktet lyktörter, och familjen potatisväxter. Utöver nominatformen finns också underarten P. p. hispida.

## Bildgalleri

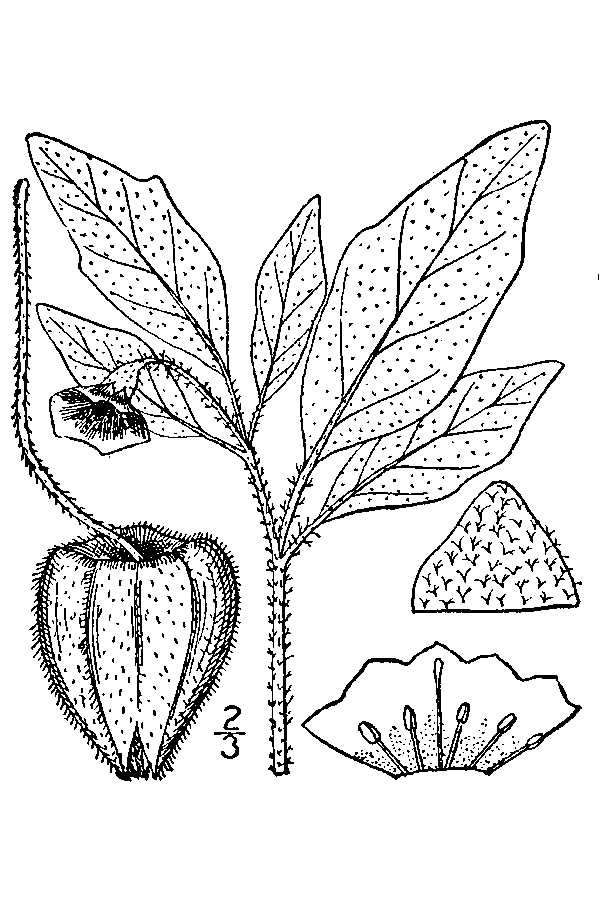